# إيزيدورو ألفاريز
إيزيدورو ألفاريز (بالإسبانية: Isidoro Álvarez Álvarez)‏ هو شخصية أعمال إسباني، ولد في 1935 في Báscones ‏ في إسبانيا، وتوفي في 14 سبتمبر 2014 في مدريد في إسبانيا.